# Ernest Grvala
Ernest Grvala, slovenski nogometaš, * 11. oktober 1996, Jesenice.
Grvala je profesionalni nogometaš, ki igra na položaju vezista. Od leta 2022 je član avstrijskega kluba St. Margarethen. Ped tem je igral za slovenske klube Triglav Kranj, Domžale, Radomlje in Dob, bosansko-hercegovsko GOŠK Gabelo, bolgarsko Ardo Kardžali ter avstrijske Celovec, Pinkafeld in Großweikersdorf. Skupno je v prvi slovenski ligi odigral 16 tekem in dosegel en gol, v drugi slovenski ligi pa 52 tekem in 16 golov. Bil je tudi član slovenske reprezentance do 16 in 19 let.